# デヴィッド・マッカテリ

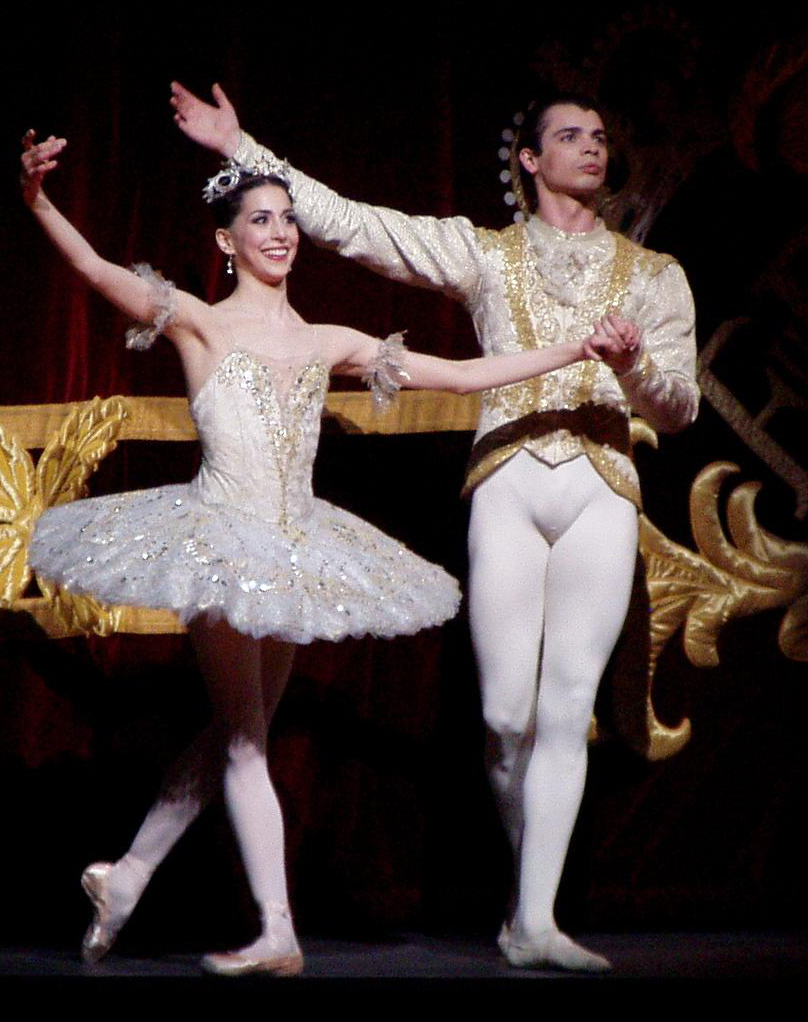
『眠れる森の美女』でデジレ王子役を踊るマッカテリ（右）。左はオーロラ姫役のA・アンサネッリ。2008年4月、ロイヤル・オペラハウスにて。

デヴィッド・マッカテリ （グルジア語: დავით მახათელი, 英語: David Makhateli, 1976年? - ） は、グルジア出身のバレエダンサー。2007年より英国ロイヤル・バレエ団のプリンシパル。

## プロフィール
ソ連統治下のグルジアに生まれる。祖父、父親、母親はいずれも舞踏手であった。10歳で父親にバレエを学び始め、15歳のときローザンヌ国際バレエコンクールでエスポワール賞を受賞。奨学金を得て英国ロイヤル・バレエ学校に入学した。
卒業後に英国バーミンガム・ロイヤル・バレエ団と契約する。1996年、オランダ国立バレエ団に移籍し、約1年半踊る。翌1997年、同郷のニーナ・アナニアシヴィリの推薦を受け、米国ヒューストン・バレエ団にソリストとして加わる。米国のほか、欧州、日本、中国などで客演もこなし、2001年にプリンシパルとなる。
2003年、ロイヤル・バレエ団 『マノン』 に主役デ・グリュー役として客演し、これがきっかけとなって同年9月、ファースト・ソリストとして入団。2007年、プリンシパルに昇格した。長身を生かした軽快なステップが持ち味で、『シンデレラ』、『眠れる森の美女』 などの王子役を得意とするダンスール・ノーブルである。
私生活では2007年にモスクワ出身の舞踏手であるナターリア・クレメニ（露: Наталья Кремень）と結婚している。なお、実妹のマイヤ・マッカテリ （Maia Makhateli） も舞踏手である。

## 主な受賞歴
- 1992年 - ローザンヌ国際バレエコンクール - エスポワール賞[3]
- 1992年 - モスクワ国際ディアギレフ・バレエコンクール - 第1位 （ジュニア部門）

## 動画
- ロイヤル・バレエ団 『シルヴィア』 第3幕より （YouTube - アミンタ役として。シルヴィア役はM・ヌニェス）

## 公式サイト
- David Makhateli